# Suat Mamat
Suat Ismail Mamat est un ancien footballeur turc, né le 8 novembre 1930 à Istanbul (Turquie) et mort le 3 février 2016 dans la même ville.

## Biographie
Jouant au poste d'attaquant, Suat Mamat est international turc à 27 reprises pour 4 buts marqués. 
Il contribue à faire participer pour la première fois la Turquie dans une phase finale de Coupe du monde de football, en 1954, en Suisse. Il est le premier buteur de la Turquie en Coupe du monde, grâce à un but marqué à la 2e minute de jeu, contre la RFA (1-4). Il réalise ensuite un doublé (10e et 30e) contre la Corée du Sud (7-0). Il ne participe qu'à ces deux matchs, puisqu'il est sur le banc lors du troisième, contre la RFA en match de barrages perdu 7 buts à 2.
En club, il joue principalement avec deux équipes, Galatasaray et Beşiktaş, remportant au passage plusieurs championnats de Turquie. Il inscrit 16 buts en championnat lors de la saison 1959-1960 avec le club de Galatasaray, ce qui constitue sa meilleure performance.
Il dispute 10 matchs en Coupe d'Europe des clubs champions. Il est quart de finaliste de cette compétition en 1963 avec Galatasaray, inscrivant un but en novembre 1962 contre le Polonia Bytom.
Après avoir raccroché les crampons, il se lance dans une carrière d'entraîneur. Il dirige successivement les clubs de Zonguldakspor, Kırıkkalespor, Mersin, et enfin Eyüpspor.

## Palmarès
Avec Galatasaray SK
- Championnat de Turquie
  - Champion en 1962 et en 1963
  - Vice-champion en 1958, en 1959 et en 1961
- Coupe de Turquie
  - Vainqueur en 1963

Avec Beşiktaş JK
- Championnat de Turquie
  - Champion en 1966 et en 1967
  - Vice-champion en 1964, en 1965 et en 1968
- Coupe de Turquie
  - Finaliste en 1966
- Supercoupe de Turquie
  - Vainqueur en 1967